# جوردن جيفرسون
جوردن جيفرسون (بالإنجليزية: Jordan Jefferson)‏ هو لاعب كرة قدم أمريكية ولاعب كرة القدم الكندية أمريكي، ولد في 25 أغسطس 1990 في كوفينغتون في الولايات المتحدة.